# Andrea Kossányiová
Andrea Kossányiová (* 6. srpna 1993, Příbram) je reprezentantka Česka ve volejbale. V reprezentaci i klubu hraje na pozici smečařky. Zúčastnila se MS 2022 jako kapitánka.

## Sportovní kariéra
Volejbalu se věnuje od šesté třídy základní školy (Příbram). Na střední školu šla studovat do Prahy a do ukončení studií hrála za klub PVK Olymp Praha. V současnosti háji barvy prostějovského volejbalového klubu Agel, se kterým získala v roce 2013 a 2014 ligový titul.
V seniorské reprezentaci se objevuje od svých 17 let.

## Výsledky s reprezentací
| Turnaj             | 2011 | 2012 | 2013 | 2014 |  |
| Turnaj             | 18   | 19   | 20   | 21   |  |
| ------------------ | ---- | ---- | ---- | ---- |  |
| Olympijské hry     |      | —    |      |      |  |
| Mistrovství světa  |      |      |      | —    |  |
| Mistrovství Evropy | 8.   |      | 10.  |      |  |

## Profesionální kluby
- PVK Olymp Praha
- VK Agel Prostějov
- VK UP Olomouc – současný klub sezóna 2018/2019